# Rivière du Milieu (Lanaudière)
Pour les articles homonymes, voir Rivière-du-Milieu.
La rivière du Milieu coule dans le territoire non organisé Baie-de-la-Bouteille, dans la municipalité régionale de comté (MRC) de Matawinie, dans la région administrative de Lanaudière, dans la province de Québec, au Canada.
Le parcours de la rivière est entièrement en milieu forestier. Dès la fin du XIXe siècle, l'économie du secteur a été axée sur la foresterie. Au XXe siècle, les activités récréo-touristiques ont été mises en valeur.

## Géographie
La rivière du Milieu (Lanaudière) prend sa source au lac Hastel (long de 1,9 km, orienté vers le sud), dans le territoire non organisé Baie-de-la-Bouteille à 474 m d'altitude. Ce lac est entouré à l'ouest de montagne dont un sommet atteint 600 m, celle du nord-est atteint 540 m et celle de l'ouest 523 m. Le bassin versant du côté nord-est de ce lac est la rivière Alexandrine. Le lac Hastel draine des lacs de montagne, tout autour dont les lacs : "de la Pipe", "au Sable" et Laroche.
Parcours en aval du lac Hastel
À partir de l'embouchure du lac Hastel (pointe sud-est), la rivière du Milieu descend sur :
- 200 m vers le sud pour se déverser dans la partie nord-est du lac Corner ;
- 2,2 km vers l'ouest, puis le sud-ouest, en traversant le lac Corner (altitude : 474 m). Ce lac reçoit du côté est la décharge des lacs (altitude) : du Camp (479 m), Garceau (478 m) et Azellus (480 m) ; et du côté ouest la décharge des lacs (altitudes) : des Faucons (543 m), des Pies (510 m) et Coucoune (499 m) ;
- 0,5 km vers le sud, en traversant 4 petits lacs dont le lac de la Forêt (altitude : 463 m) qui est un lac marécageux ;
- 650 m vers le sud-ouest en traversant le lac du Bocage, lequel reçoit un ruisseau venant du nord drainant les lacs Rovolver (535 m), du Père (544 m) et des Hirondelles (527 m) ;
- 1,6 km vers le sud-ouest, formant plusieurs serpentins, jusqu'à la décharge venant du sud, qui draine les lacs du Piment et du Buisson ;
- 1,6 km vers le sud-ouest, formant plusieurs serpentins, jusqu'à la décharge venant du nord du lac fer à cheval (altitude : 454 m) et du lac de la Pitoune (altitude : 461 m) ;
- 210 m vers le sud-ouest jusqu'à la décharge venant du sud du lac du Button (altitude : 457 m) venant de l'est ;
- 1,5 km vers le sud, jusqu'à la décharge du lac de la Hutte (altitude : 454 m) venant de l'est ;
- 1,3 km vers le sud, en plusieurs serpentins jusqu'au lac Chantier ;
- 2,6 km vers le sud en traversant le lac Chantier (altitude : 450 m) sur sa pleine longueur.

Parcours en aval du lac Chantier
À partir de l'embouchure du lac Chantier, la rivière descend :
- 200 m vers le sud-est ;
- 1,4 km en traversant du nord au sud le lac des Fourches (altitude : 454 m) ;
- 1,3 km vers le sud-est jusqu'à un petit lac du Merle (altitude : 449 m) que la rivière traverse ;
- 1,3 km vers le sud-est jusqu'à la décharge du lac Bug (altitude 476 m), venant du nord-est ;
- 2,7 km vers le sud-est jusqu'au ruisseau Saint-Cyr (altitude : 426 m), venant du nord-est ;
- 4,1 km vers le sud-est, jusqu'au ruisseau Spring (altitude : 409 m), venant du nord ;
- 1,9 km vers le sud-est, jusqu'au ruisseau Boullé (altitude : 400 m), venant de l'est ;
- 3,5 km vers le sud, jusqu'au ruisseau du Guide (altitude : 392 m), venant de l'est ;
- 0,9 km vers le sud-est, jusqu'au lac Charland ;
- 8,3 km vers le sud-est, en traversant le lac Charland (altitude : 391 m), lequel comporte de nombreuses presqu'île sur chaque rive.

Parcours en aval du lac Charland
À partir de l'embouchure du lac Charland, la rivière descend sur :
- 2,4 km vers le sud-est jusqu'à un pont (altitude : 385 m) de la route forestière enjambant la rivière ;
- 2,9 km vers le sud-est jusqu'à l'embouchure de la décharge (altitude : 381 m) du lac Arsène (altitude : 388 m), venant de l'est ;
- 3,0 km vers l'est, en traversant les "Rapides Perrault", jusqu'au ruisseau (altitude : 379 m) venant du nord et drainant une série de lacs ;
- 0,9 km vers le sud-est, jusqu'au ruisseau Perrault (altitude : 378 m) ;
- 1,8 km vers le sud-est, puis vers le nord-est, jusqu'au ruisseau des Coteaux, venant du sud ;
- 4,7 km vers le sud-est, en traversant les "Rapides du Brochet", jusqu'à la rivière Laviolette (altitude : 366 m), venant du nord et drainant le lac Laviolette (altitude : 383 m). La rivière Laviolette est le principal affluent de la rivière du Milieu ;
- 3,1 km vers le sud-est, puis vers le nord, jusqu'à la décharge (altitude : 352 m) du lac de la Potasse, venant du nord ;
- 2,8 km vers le sud-est, jusqu'à la décharge (altitude : 351 m) du lac Dominique, venant du nord ;
- 3,9 km vers le sud-est, jusqu'à la Baie du Milieu du Réservoir Taureau.

La rivière du Milieu descend vers le sud entièrement dans le territoire non organisé de la Baie-de-la-Bouteille, en traversant les rapides Blueberry, Perrault et Brochet. À partir de l'embouchure en remontant la rivière, le chemin Manouane longe la rivière du côté ouest ; puis au nord du lac des fourches, ce chemin continue sa route du côté est de la rivière.

## Toponymie
Le toponyme rivière du Milieu s'assimile à la Baie du Milieu où se déverse la rivière. Le toponyme rivière du Milieu a été inscrit le 5 décembre 1968 à la Banque des noms de lieux de la Commission de toponymie du Québec.